# 안지 팔라시오스
안지 파올라 팔라시오스 다호메스(스페인어: Angie Paola Palacios Dájomes, 2000년 9월 12일~)는 에콰도르의 역도 선수이다. 올림픽에 2회 참가했고 2024년 하계 올림픽 여자 라이트헤비급에서 동메달을 획득했다. 또한 세계 선수권 대회에서 은메달 1개, 동메달 1개를 획득했다.

## 개인사
언니인 네이시 다호메스도 역도 선수로 활동하고 있다.